# کیث هارپر
مدرسه حقوق دانشگاه نیویورک
کیث هارپر (انگلیسی: Keith Harper؛ زادهٔ ۱۹۶۵ (۵۹–۶۰ سال)) سیاست‌مدار اهل ایالات متحده آمریکا است. او وکیل و دیپلمات، همچنین اولین سرخ‌پوست آمریکایی است که در سمت سفیر ایالات متحده خدمت کرد. او یکی از اعضای قبیله چروکی اکلاهما می‌باشد و به عنوان یک وکیل در جامعه سرخ‌پوستان آمریکایی شناخته می‌شود. هارپر از ژوئن ۲۰۱۴ تا ژانویه ۲۰۱۷ نماینده ایالات متحده در شورای حقوق بشر سازمان ملل متحد در ژنو بود.

## دوران جوانی و تحصیلات
اگرچه هارپر عضوی از قبیله چروکی اوکلاهاما بود، اما به دلیل اینکه پدرش در ارتش بود و برای انجام مأموریت در شهرهای مختلف اقامت می‌گزید، هارپر در اوکلاهاما بزرگ نشد. نیاکان هارپر عبارت بودند از دیوید رو، دستیار رئیس قبیله چروکی که مدت کوتاهی پس از جنگ داخلی به عنوان قاضی در حوزه قضایی شمالی انتخاب شد و خدمت کرد.
هارپر در دانشگاه کالیفرنیا، برکلی تحصیل کرد و در ۱۹۹۰ با مدرک لیسانس در جامعه‌شناسی و روان‌شناسی فارغ‌التحصیل شد. سپس به مدرسه حقوق دانشگاه نیویورک رفت و در ۱۹۹۴ با مدرک دکترای حقوق فارغ‌التحصیل شد. وی در این مدت به عنوان سردبیر مجله حقوق و سیاست بین‌الملل دانشگاه نیویورک خدمت کرد. او در سال بعد در کانون وکلای دادگستری نیویورک پذیرفته شد.

## حرفه حقوقی
پس از مدرسه حقوق، هارپر به عنوان منشی قانون در بخش دوم برای قاضی لارنس دبلیو پیرس از دادگاه تجدیدنظر نیویوک ایالات متحده خدمت کرد. او از تجربه کار با قاضی پیرس بهره برد و وی را به یکی از الگوهای خود می‌دانست. او همچنین در اوایل کار خود برای شرکت نیویورکی دیویس، پولک و واردول کار می‌کرد.
هارپر به مدت یازده سال از سال ۱۹۹۵ تا ۲۰۰۶ وکیل دادخواست در صندوق حقوق سرخ‌پوستان آمریکا بود. او بیشتر به خاطر پیگیری پرونده کوبل علیه کمپتورن که یک دعوای بزرگ دسته جمعی به نمایندگی از سرخ‌پوستان آمریکایی علیه دو بخش از دولت ایالات متحده مطرح شد، شناخته شده است. این پرونده در ۱۹۹۶ به نمایندگی بیش از ۵۰۰۰۰۰ نفر از سرخ‌پوستان آمریکا مطرح شد و در ۲۰۰۹ با موافقت دولت اوباما با تسویه حساب ۳٫۴ میلیارد دلاری حل و فصل شد.
او همچنین در برخی دانشگاه‌ها تدریس می‌کرد: به عنوان استاد کمکی در دانشکده حقوق دانشگاه کاتولیک آمریکا کلمبوس از ۱۹۹۸ تا ۲۰۰۱، و همچنین از ۱۹۹۹ تا ۲۰۰۱ به عنوان مدرس در کالج حقوق دانشگاه واشینگتن آمریکا.
او سپس در واشینگتن. دی.سی. به نمایندگی از قبایل سرخ‌پوستان آمریکا و دادخواهی امور ایشان و تمرکز روی آن شریک کیلپاتریک تاون‌سند و استاکتون شد.
در مشارکت جدید، هارپر به کار خود به عنوان وکیل اصلی در کوبل ادامه داد، و تا ۲۰۱۰ وکلای مرتبط به آن پرونده بیش از ۸۵ میلیون دلار از حقوق وکلا کسب کردند. پرداخت‌های بالا در میان برخی از سرخ‌پوستان آمریکا به یک مسئله تبدیل شده بود و طی۲۰۱۰–۲۰۱۱ هارپر برای دفاع از شرایط تسویه حساب و پرداخت‌ها به وکلا از کشور هند بازدید کرد. هارپر همچنین توسط برخی دیگر از وکلای سرخ‌پوستان آمریکا متهم به استفاده از تاکتیک‌های ارعاب فیزیکی در چندین مورد در اواسط یا اواخر دهه ۲۰۰۰ در جریان اختلافات بر سر مسائل کوبل شد.
هارپر همچنین برخی پرونده‌های دیگر را پیگیری کرد از جمله: به عنوان قاضی دادگاه استیناف قبیله ماشانتوکت بکوت از ۲۰۰۱ تا ۲۰۰۷، و پس از آن از ۲۰۰۷ تا ۲۰۰۸ به عنوان قاضی دادگاه عالی گروه سرخ پوستان پوآرچ آلاباما خدمت کرد.

## فعالیت سیاسی
هارپر درموضع یک رابط کلیدی بین کمپین ریاست‌جمهوری باراک اوباما ۲۰۰۸ و قبایل سرخ‌پوست عمل کرد. در ۲۰۱۰، هارپر به عنوان گزینه احتمالی برای دادگاه استیناف ایالات متحده برای بخش دهم مطرح شد. در ۲۰۱۱، پرزیدنت اوباما او را به سمتی در کمیسیون رئیس‌جمهور در زمینه کمک هزینه‌های تحصیلی کاخ سفید منصوب کرد. هارپر در کمپین انتخابات ریاست جمهوری باراک اوباما در ۲۰۱۲ کار کرد و بیش از ۵۰۰۰۰۰ دلار کمک مالی جمع‌آوری کرد. او شخصاً به میزبانی یک کنفرانس و دو گردآوری کمک مالی برای این کمپین کمک نمود. به این ترتیب، هارپر به عنوان یک «مگا باندلر» در نظر گرفته می‌شد که نقش مهمی در تنظیم سطوح رکورد کلی کمک‌های مالی مبارزات انتخاباتی سرخ‌پوستان آمریکایی برای اوباما داشت.
در ۱۱ ژوئیه ۲۰۱۷، هارپر دب هالند یکی از بومیان آمریکایی را برای کنگره تأیید نمود. هالند در اولین منطقه کنگره نیومکزیکو نامزد شد و پیروز انتخابات شد و یکی از دو اولین زنان بومی آمریکایی هستند که در کنار شاریس دیویدز برای کنگره انتخاب شدند.

## سفیر آمریکا
هارپر در ۱۰ ژوئن ۲۰۱۳ توسط پرزیدنت اوباما برای سمت سفیر ایالات متحده در شورای حقوق بشر سازمان ملل متحد نامزد شد. بسیاری از حامیان حقوق بشر با هارپر ناآشنا بودند، و به همین دلیل این انتخاب منعکس کننده رویه دیرینه روسای جمهور بود که به حامیان ارشد سفارت و پست‌های مشابه پاداش می‌دادند. کمیته روابط خارجی سنا نامزدی او را در دو دور استماع، در سپتامبر ۲۰۱۳ و فوریه ۲۰۱۴ بررسی و تأیید کرد.
تعدادی از جمهوری خواهان به این نامزدی اعتراض داشتند، یا به دلیل درآمد یا تاکتیک‌های او در جریان پرونده کوبل یا به دلیل نقش او در جمع‌آوری کمک‌های مالی کمپین اوباما. از جمله سناتور جان مک‌کین از آریزونا، که استدلال‌ها علیه هارپر را رهبری می‌کرد، وی گفت: «آقای هارپر تنها نمونه دیگری از یک کمپین تبلیغاتی است که کاملاً برای خدمت در پست دیپلماتیکی که برای آن نامزد شده است، مناسب نیست.» از سوی دیگر، سناتور جان تستر از مونتانا گفت: «به عنوان یک مدافع قدیمی حقوق مدنی بومیان آمریکا، کیت سفیر بزرگی برای کشور ما خواهد بود.» مدافعان حقوق بومی نسبت به آن احتیاط کردند و گفتند که هارپر کمبود مطالب را نشان داده است.